# Drawsko Pomorskie Wąskotorowe
Drawsko Pomorskie Wąskotorowe – nieczynna wąskotorowa stacja kolejowa w Drawsku Pomorskim, w województwie zachodniopomorskim, w Polsce.